# Stanisław Mucha (fotograf)
Stanisław Mucha (ur. 1 maja 1895 w Olszówce, zm. 2 czerwca 1976 w Krakowie) – polski fotograf, znany głównie jako autor zdjęć przedstawiających Kraków i jego architekturę.

## Życiorys
Najstarszy z siedmiorga dzieci Józefa Muchy i Antoniny z Pruszyńskich. Uczył się w szkole w Okulicach, następnie w Łapczycy, a po przeprowadzce rodziny do Bochni w 1910 r. kontynuował naukę w Gimnazjum im. Króla Kazimierza Wielkiego. W tym okresie zaczął uczyć się fotografowania, a pomocą służyli mu Śpićakowie – bocheńscy fotografowie. W 1914 r. wstąpił wraz z bratem do Legionów Polskich, służąc w IV batalionie 2 pułku piechoty i 4 pułku piechoty dowodzonym przez majora Bolesława Roi; następnie służył w Wojsku Polskim (do 1921 r.). W okresie tym wykonywał zdjęcia na potrzeby wojska. Odznaczony został Krzyżem Walecznych.
Po przejściu do rezerwy zamieszkał w Bochni. 12 grudnia 1922 wziął ślub z Jadwigą Datką, pianistką. W 1923 r. urodziła się ich córka, Krystyna. W latach 1919–1925 studiował na Wydziale Prawa i Administracji Uniwersytetu Jagiellońskiego, od 1924 r. uczył się również w Konserwatorium Towarzystwa Muzycznego w Krakowie (przez całe życie grał na flecie i wiolonczeli). Od 1922 r. współpracował jako fotoreporter z pismem „Nowości Ilustrowane”, a po wygraniu konkursu fotograficznego „Światowida” i „Ilustrowanego Kuriera Codziennego” w 1925 r. rozpoczął pracę w agencji fotograficznej „Światowida”, gdzie pozostał do 1927 r. W 1925 r. Muchowie przenieśli się do Krakowa. Rok później fotograf rozpoczął dokumentację prac prowadzonych na Wawelu przez Adolfa Szyszko-Bohusza. W 1928 r. otworzył własny zakład fotograficzny przy ul. Jabłonowskich 20. 

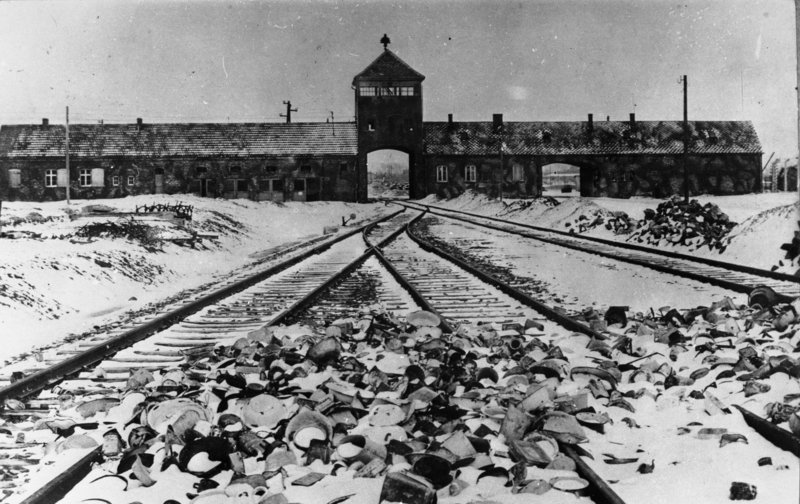
Stanisław Mucha, Auschwitz, 1945

Wykonywał zdjęcia portretowe oraz dokumentacyjne, uwieczniając zabytki miasta, dzieła sztuki, wystawy, prowadzone prace. Utrwalał także widoki miejsc poza Krakowem, w tym kopalni w Wieliczce. Specjalizował się w fotografii panoramicznej i w ujęciach wykonywanych z dużych wysokości (np. w 1937 r. z budynku Feniksa przy ul. Basztowej wykonał panoramę miasta o zasięgu 360°). Wykonywał zdjęcia na potrzeby różnych pism, Ministerstwa Spraw Zagranicznych, Ajencji Prasowo-Fotograficznej Propaganda w Warszawie i Polskiej Ajencji Fotograficznej. Wiele z jego zdjęć powielanych było w formie pocztówek. 
W 1939 został powołany do 36 pułku piechoty, był internowany przez dwa lata w Rumunii, po czym nielegalnie powrócił do Krakowa, gdzie ukrywał wyniesione z Drukarni Narodowej klisze ze zdjęciami ukazującymi działalność nazistów w Krakowie. Ukrywał także broń żołnierzy Armii Krajowej i pomagał przy powielaniu prasy konspiracyjnej. W 1945 r. fotografował wnętrza zamku wawelskiego po opuszczeniu ich przez hitlerowców, a dla Nadzwyczajnej Radzieckiej Komisji Państwowej do Badania Zbrodni Niemiecko-Faszystowskich Agresorów wykonał serię zdjęć ukazujących obóz Auschwitz po wyzwoleniu.
Od 1952 członek Polskiego Związku Fotografików (później ZPAF-u). W 1970 nagrodzony dyplomem Międzynarodowej Federacji Sztuki Fotograficznej (FIAP).
Pod koniec życia zapadł na chorobę Buergera, w 1974  miał wylew. Zmarł w 1976 pochowany został na cmentarzu Rakowickim.

## Ordery i odznaczenia
- Krzyż Niepodległości (20 lipca 1932)[3]
- Krzyż Walecznych
- Srebrny Medal Waleczności 2 klasy (Austro-Węgry, 1915)[4]